# Unesco-Initiativen (Leipzig)
Unesco-Initiativen  machen sich in Leipzig zur Aufgabe, eine Facette der Leipziger Kultur zum UNESCO-Welterbe zu erklären.

## Gründerzeit
Leipzig besitzt eine Großzahl an noch erhaltenen Bauwerken, Ensembles und besonderen Kulturdenkmalen des Historismus bzw. der Gründerzeit, wie die prachtvollen Geschäfts- und Messehäuser und die europaweit einmaligen Passagen im Zentrum, das Waldstraßenviertel oder das Musikviertel. Diese Epoche prägte die Architektur in Leipzig am stärksten.
So soll im Sinne der Welterbe-Bestrebungen z. B. im Waldstraßenviertel in einem Gründerzeitmuseum das bürgerliche Leben zur Jahrhundertwende um 1900 dargestellt werden. Traditionelle Handwerke und andere Berufe wie Bildhauer, Glasbläser, Töpfer und Einzelhändler sollen am Neustädter Markt angesiedelt werden. Unterstützt wird diese Initiative vom Amt für Stadterneuerung und Wohnungsbauförderung der Stadt Leipzig.

## Lichtdruck
Im Leipziger Museum für Druckkunst befindet sich eine von weltweit noch vier vorhandenen Lichtdruck-Werkstätten mit vier funktionierenden Lichtdruckmaschinen.
2008 kam die Idee auf, diese sehr seltene Verfahrensweise unter den Schutz der Unesco zu stellen, und zwar als
„Meisterwerk des mündlichen und immateriellen Erbes der Menschheit“.
Der Bundesverkehrsminister und Bundesbeauftragte für die Neuen Länder Wolfgang Tiefensee machte sich zur Leipziger Buchmesse 2008 für den Lichtdruck stark und stellte eine Förderung des Bundes in Aussicht.

## Musikstadt
Die wohl aussichtsreichste und gleichzeitig umfangreichste Initiative ist die der Musikstadt Leipzig. Sie befasst sich mit der musikalischen Tradition Leipzigs. Diese Initiative wird sowohl durch die Stadt Leipzig, die Universität Leipzig als auch den Verein Notenspur unterstützt. Zurzeit befasst sich eine Gruppe von Studenten der Universität Cottbus mit dieser Thematik, sie sollen eine Machbarkeitsstudie anfertigen. Die erste Beurteilung der Studenten war, dass Leipzig die Chance hat aufgenommen zu werden, allerdings müsse dies auf Initiative der Bürger getan werden, da dies Leipzig-typisch wäre.
Von der Unesco Deutschland wurde die Stadt ermuntert, diese Arbeit fortzuführen und sich auf einen Titel zu bewerben.

### Notenspur

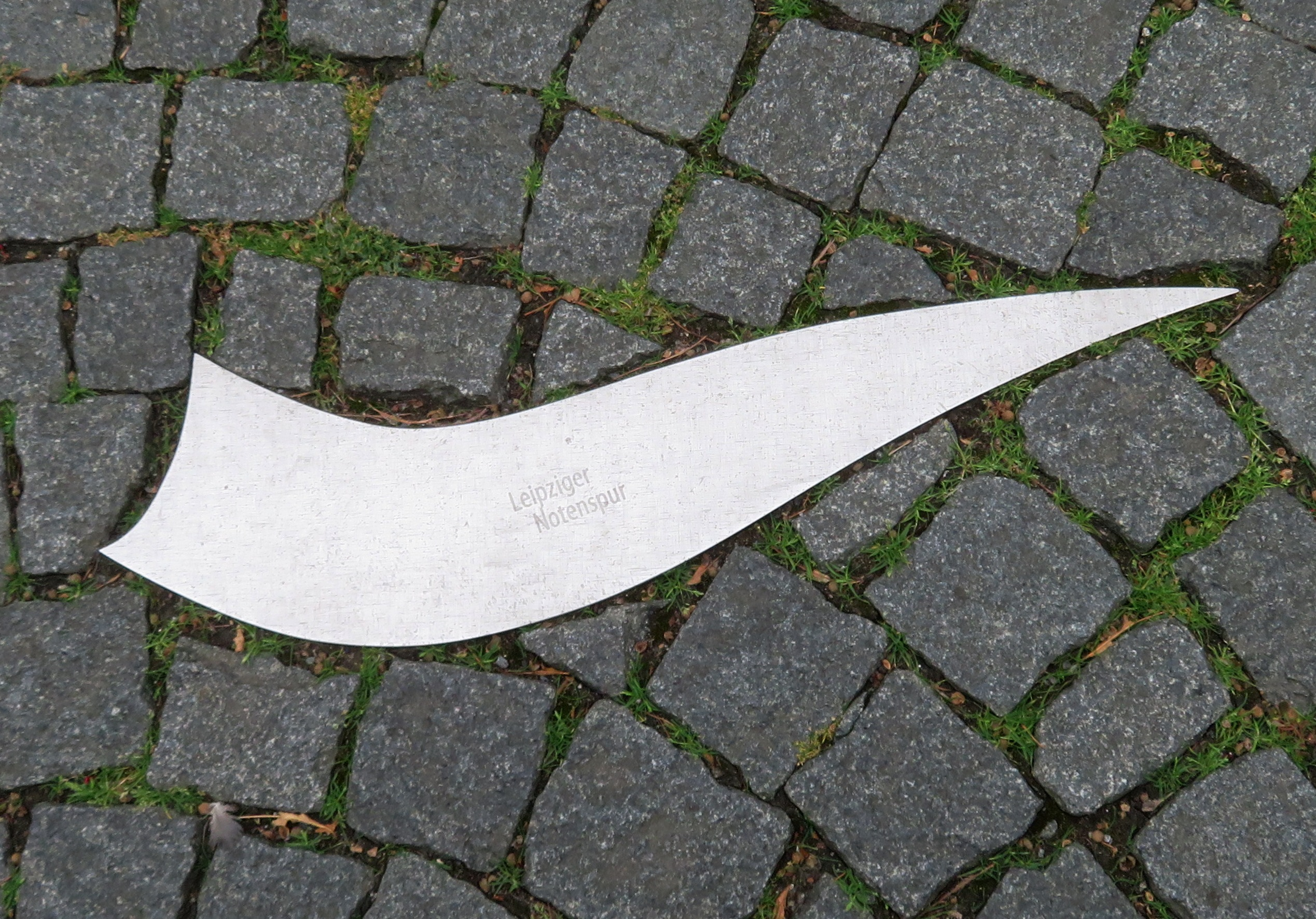
Teil der Leipziger Notenspur an der Station 18 beim Bach-Archiv Leipzig

Die Notenspur ist ein 5,1 km langer Spazierweg, der durch die Leipziger Innenstadt führt. Er besteht aus 23 Stationen, wobei jede durchschnittlich 225 m von der nächsten entfernt liegt. Ins Straßenpflaster eingelassene Markierungen helfen bei der Wegfindung. Zu jeder Station werden im Internet Audiodateien frei zur Verfügung gestellt, welche die Stationen erklären, eine Erläuterung für Kinder und zugehörige Musikbeispiele enthalten.  An den Stationen sollen ebenfalls Musikstücke des jeweiligen Musikers gespielt werden.
Besonderes Augenmerk wird hier auf die Zeit Johann Sebastian Bachs und Felix Mendelssohn Bartholdys gelegt. Zu besichtigen sind hier vor allem die Komponistenhäuser Leipzigs, welche man meist auch von innen sehen darf.
Stationen: Neues Gewandhaus – Mendelssohn-Haus – Grieg-Begegnungsstätte – ehemalige Musikbibliothek Peters – Museum für Musikinstrumente – Alter Johannisfriedhof – Schumann-Haus – Graphisches Viertel samt Musikverlagen – Richard-Wagner-Büste – Oper Leipzig – Alte Nikolaischule – Nikolaikirche – Altes Rathaus – Museum der bildenden Künste – Café Zum Arabischen Coffe Baum – Hotel de Saxe – Thomaskirche – Bach-Archiv – Standort des Geburtshauses von Clara Wieck – Standort des Alten Conservatoriums – Standort des ersten Gewandhauses – Paulinum – Leipziger Universitätsmusik – Kubus der MDR-Klangkörper

### Notenrad
Das Leipziger Notenrad ist ein Radwanderweg, welcher die landschaftlichen Aspekte (Auenlandschaft, ausgeprägte Flusssysteme) mit den kulturellen Reizen in Leipzig und Umgebung verbinden will. Er ist in zwei Schleifen, westliche und östliche, gegliedert, wobei beide etwa die gleiche Länge haben. Insgesamt hat er eine Länge von 36,6 km. Es werden dabei viele Stationen aus den Spaziergängen aufgegriffen.
Stationen: Altes Bachdenkmal und Thomaskirche – Standort des zweiten Gewandhauses – Hochschule für Musik und Theater „Felix Mendelssohn Bartholdy“ – Franz-Schubert-Stele im Clara-Zetkin-Park – Rittergut Kleinzschocher – Richard-Wagner-Hain und Klinger-Hain – Schillerhaus – Gohliser Schlösschen – Zöllner-Denkmal – Gustav-Mahler-Haus – Blindenmusikbibliothek der Zentralbücherei für Blinde – Geburtshaus von Hanns Eisler – Gedächtniskirche Schönefeld – Zweinaundorfer Park und Stadtgut Mölkau – Museum für Musikinstrumente – Neues Gewandhaus

### Notenbogen
Der Notenbogen ist ein weiterer Spaziergang, der ca. 5 km lang ist. Er ist ähnlich aufgebaut wie die Notenspur, besitzt allerdings 15 Stationen und stellt die Zeit des 19./20. Jahrhunderts dar. Die meisten der hier angegebenen Häuser kann man nicht von innen begutachten.
Stationen: Standort des Geburtshauses von Richard Wagner – Standort des Alten Theaters – Standort des Marschner-Hauses – Blindenmusikbibliothek – Gustav-Mahler-Haus – Standort des Albert-Lortzing-Hauses – Erwin-Schulhoff-Haus – ehemalige Blüthner-Pianofortefabrik – Forum Thomanum und Lutherkirche – Hochschule für Musik und Theater „Felix Mendelssohn Bartholdy“ – Standort des zweiten Gewandhauses – Standort der Ez-Chaim-Synagoge – Nikischplatz mit Nikischstele – Alte Synagoge – Mendelssohn-Denkmal und Thomaskirche

### Bach-Archiv
Neben den Gebäuden wird auch noch die Aufnahme einiger Bach-Autographen in das Weltdokumentenerbe angestrebt, welche sich im Bach-Archiv befinden.